# Julio Sosa
Julio María Sosa Venturini (Las Piedras, 2 de fevereiro de 1926 — Buenos Aires, 26 de novembro de 1964) foi um cantor uruguaio. Ganhou o cognome de El varón del tango.

## Biografia
Muitos aficionados do tango o tem como o intérprete responsável pelo renascimento do tango no período pós-gardeliano.
Em seu país de origem foi engraxate, faxineiro de trens e marinheiro. Começou a carreira ainda no Uruguai, com a orquestra de Carlos Gilardoni, chegando a gravar em 1948 e 1949 alguns fonogramas pelo selo Sondor, de Montevidéu. Iniciou a sua carreira, na Argentina, com a virtuosa orquestra de Luis Caruso. Seguidamente, atuou na orquestra de Francisco Rotundo; neste período foi operado à garganta. Quando se restabeleceu, optou pelo conjunto de Francini Pontier. Acabou a sua carreira no conjunto de Leopoldo Federico.
Tentou-se, depois de sua trágica morte em um acidente automobilístico, reviver o mito Gardel através de sua pessoa, em um momento em que o tango já se apresentava em declínio com a invasão de ritmos de procedência britânica e estadunidense, principalmente.
Foi velado no famoso ginásio Luna Park, como já tinham sido os restos mortais de Carlos Gardel e Agustín Magaldi, nos anos 1930.